# Zbigniew Prusinkiewicz
Zbigniew Andrzej Prusinkiewicz (ur. 18 listopada 1923 w Poznaniu, zm. 19 grudnia 2004) – polski uczony, gleboznawca.
Studiował na Uniwersytecie Poznańskim (ukończył studia w 1950), w 1957 obronił doktorat, w 1962 habilitował się. W 1969 został mianowany profesorem nadzwyczajnym, w 1977 – profesorem zwyczajnym. W latach 1950–1952 był asystentem na Uniwersytecie Poznańskim, następnie starszym asystentem i adiunktem  w poznańskiej Wyższej Szkole Rolniczej (do 1963). Od 1963 związany z Uniwersytetem Mikołaja Kopernika w Toruniu, początkowo docent, od 1969 profesor. Kierował Zakładem Gleboznawstwa na UMK. Członek i wiceprezes Polskiego Towarzystwa Gleboznawczego, wchodził w skład Komitetu Badań Czwartorzędu PAN oraz Komitetu Nauk Leśnych PAN.
Zajmował się funkcjonowaniem gleb w ekosystemach leśnych, przemianami i fizykochemicznymi właściwościami glebowej materii organicznej, ochroną gleb leśnych oraz systematyką gleb. Opublikował około 200 prac naukowych w czasopismach polskich i zagranicznych, m.in.:
- Studia gleboznawcze w Białowieskim Parku Narodowym (1964)
- Teoretyczne i dyskusyjne problemy naukowej systematyki gleb (1985)
- Ekologiczne podstawy siedliskoznawstwa leśnego (1975)
- Geografia gleb (1980)
- Multilingual Dictionary of Forest Humus Terms (1988)

Laureat nagród resortowych, nagrody PAN, Nagrody im. Oczapowskiego, został także odznaczony m.in. Krzyżem Kawalerskim Orderu Odrodzenia Polski.